# Lucia Ďuriš Nicholsonová
Lucia Ďuriš Nicholsonová (* 28. listopadu 1976 Bratislava) je slovenská novinářka a liberální politička, bývalá poslankyně a místopředsedkyně Národní rady SR za stranu Sloboda a Solidarita, v letech 2019 až 2024 poslankyně Evropského parlamentu. Během vlády Ivety Radičové zastávala funkci státní tajemnice Ministerstva práce, sociálních věcí a rodiny.

## Život
Lucia Nicholsonová vystudovala Gymnázium Metodova v Bratislavě, které ukončila v roce 1995. Po absolvování gymnázia pracovala v letech 1996 až 1997 jako novinářka a moderátorka ve slovenské televizi VTV Bratislava. Poté působila jako redaktorka, moderátorka a reportérka v mnoha dalších slovenských mediích včetně SME, The Slovak Spectator, TV Luna, Domino Fórum, TA3 a STV.
Před vstupem do politiky byla od roku 2007 jednatelkou společnosti Imaginecommunications zabývající se „mediálním poradenstvím, krizovou komunikací a tvorbou dokumentárních filmů z prostředí romských osad a z Afriky“.

## Politická činnost
Lucia Nicholsonová je členkou politické strany Sloboda a Solidarita (SaS). Působí v ní jako vedoucí skupiny sociální politiky. V parlamentních volbách v roce 2010 získala 5 416 hlasů, dostala se na 13. místo na kandidátce SaS a stala se poslankyní Národní rady. Strana SaS se v červenci 2010 stala součástí vládní koalice, Lucia Nicholsonová od té doby působí se stranickým kolegou Jozefem Mihálem na Ministerstvu práce, sociálních věcí a rodiny.
Do parlamentu kandidovala podruhé ve volbách v roce 2016 na 7. místě kandidátky SaS a dostala 84 963 přednostních hlasů. Po zvolení se stala místopředsedkyní NR SR a členkou výboru pro sociální věci.
Ve volbách do Evropského parlamentu na Slovensku v roce 2014 neúspěšně kandidovala za stranu Sloboda a Solidarita, jediným zástupcem strany SaS v Europarlamentu se stal Richard Sulík.
Lucia Nicholsonová byla v médiích kritizována za chybějící vysokoškolské vzdělání, ačkoli se od jejích podřízených vyžaduje. Sama to považuje za handicap, ale na „práci si troufá“. Ministr Mihál ji podpořil slovy „Protože Lucia Nicholsonová nejlépe zná tuto problematiku, není rozhodující škola, ale to, co má v sobě a co umí nabídnout“.
V evropských volbách v roce 2019 byla zvolena poslankyní Evropského parlamentu, ve funkci setrvala do roku 2024.

## Názory
Lucia Nicholsonová není zastáncem pozitivní diskriminace. Situaci na košickém sídlišti Luník IX vidí jako kritickou, jako priority vidí komunitní centra, sociální bydlení a vymahatelnost práva.

## Osobní život
V červnu 2016 se podruhé provdala za svého přítele Petera Ďuriše. V září 2016 se jim narodil syn Jakub. Z prvního manželství s novinářem Tomem Nicholsonem, se kterým se rozvedla v roce 2013, má dvě děti.